# ジョン・ビスコー
ジョン・ビスコー（John Biscoe、1794年6月28日 – 1843年）は、イギリスの船員、探検家で、南極大陸の沿岸で視認した地域にエンダービーランドとグレアムランドと名付けた、最初の遠征隊の隊長であった。この遠征隊はグレアムランドの近傍に多数の島々を発見したが、その中には、ビスコーにちなんで命名されたビスコー諸島も含まれていた。

## 生い立ち
ビスコーは、イングランドの当時のミドルセックス州インフィールド（現在のインフィールド・ロンドン特別区）に生まれた。1812年3月、当時17歳だったビスコーはイギリス海軍に入隊し、米英戦争（1812年-1813年戦争）に従軍してアメリカ合衆国と戦った。1815年に海軍を除隊するときには、マスター・マリナー（Master mariner：船長資格）を得ており、以降は航海士や船長として商船に乗り、東インド諸島や西インド諸島航路に従事した。

## 南極海遠征：1830年 – 1833年
1830年、捕鯨会社サミュエル・エンダービー&サンズ (Samuel Enderby & Sons) は、ビスコーをブリッグ「トゥーラ (Tula)」号の船長に任命し、新たなアザラシの猟場を探索する南極海への遠征隊の指揮者とした。カッター「ライヴリー (Lively)」号を伴ったトゥーラ号は、ロンドンを出発し、12月までにサウス・シェトランド諸島に到達した。遠征隊はそこからさらに南下し、1831年1月22日に南極圏に入り、南緯60度に達してから東へ進路を変えた。
ひと月後の1831年2月24日、遠征隊は、流氷の向こうに剥き出しの山頂が見えるのを発見した。ビスコーは、これが大陸の一部に違いないものと見抜き、彼の雇い主の名にちなんで、この地域をエンダービーランドと名付けた。2月28日、岬が確認され、ビスコーはこれをアン岬 (Cape Ann) と名付けた。この岬の背後に連なる山は、後にビスコー山 (Mount Biscoe) と称されるようになった。ビスコーの探険隊はこの地域の探険を続け、海岸線の測量を始めたが、ひと月後には、ビスコー自身も含め、隊員の健康が危うくなってきた。一行は、オーストラリアを目指して航行し、5月にはタスマニア島のホバートにたどり着いたが、到着までに2人の隊員が壊血病で命を落とした。
遠征隊はホバートで越冬し、その後再び南極海へ向かった。1832年2月15日にはアデレード島を発見し、その2日後にはビスコー諸島が発見された。さらに4日後の2月21日には、さらに広範囲の海岸線が確認された。ここでも大陸に達したと推測したビスコーは、海軍本部のファースト・ロードであった第2代準男爵サー・ジェイムズ・グラハム（グレアム） (Sir James Graham, 2nd Baronet) にちなんで、この地域をグレアムランドと名付けた。ビスコーは、アンバース島 (Anvers Island) に上陸し、南極大陸本土を確認したと主張した。
ビスコーは、再び発見した海岸線の測量を始め、1832年4月末までに、ジェームズ・クックとファビアン・フォン・ベリングスハウゼン (Fabian von Bellingshausen) に次ぐ、3例目の南極海一周航海を成し遂げた。7月、帰国の途上にあったライヴリー号がフォークランド諸島で座礁したが、それにもかかわらず遠征隊は1833年はじめには、ロンドンへ無事帰還した。
1833年のうちに、ビスコーは再びサミュエル・エンダービー&サンズからの依頼を受け、次の航海に向かうことになった。しかし、ビスコーは、おそらくは健康状態が理由で、準備の途中でこれを断念した。その代わりにビスコーは、気候が温暖な西インド諸島航路の仕事についた。その後は、オーストラリア近海での探険航海にも従事した。
ジョン・ビスコーは、1843年に、自分の家族をタスマニアからイングランドへ回航する航海の途上で死去した。49歳であった。

## 記念物
ビスコーの名は、諸島や山の名として残されている。ビスコー諸島は、1832年2月、トゥーラ号とライヴリー号による南極海一周航海の途中、グレアムランドの西海岸の沖合で発見された。ビスコー山 (Mount Biscoe) は、東南極のアン岬における標高700メートルの目立った黒い山頂である。この山の発見者は、1929年に上空から確認したヒャルマー・リーセル＝ラルセン (Hjalmar Riiser-Larsen) と、1930年のダグラス・モーソンであるが、ビスコーは1831年にこの山頂を見ていたものと考えられている。
イギリスの調査船2隻はビスコーにちなんで命名されている。イギリス南極調査所 (British Antarctic Survey) のフォークランド付設調査所 (Falkland Islands Dependencies Survey) に所属する調査船「HMS Pretext」は、砕氷船として改装された後、「RRS John Biscoe」（1944年建造）と改称された。その後、この船は1956年に「RRS Pretext」と改称され、ビスコーの名はより大型の新造船「RRS John Biscoe」（1956年建造）に与えられた。